# عثمان‌کلا
عثمان‌کلا، روستایی است از توابع بخش مرکزی شهرستان کلاردشت در استان مازندران ایران.

## جمعیت
این روستا در دهستان کلاردشت شرقی قرار دارد و براساس سرشماری مرکز آمار ایران در سال ۱۳۹۵، جمعیت آن ۲۰۵ نفر (۷۱خانوار) بوده‌است. مردم عثمان‌کلا از قومیت طبری هستند. مردم عثمان‌کلا به زبان طبری و گویش کلارستاقی سخن می‌گویند.